# 準群

マグマ（magma）と群（group）の間の代数的構造：準群（quasigroup）はラテン方格性による可除性（divisibility）を持つマグマである。ループ（loop）は単位元（identity）を持つ準群である。なお、結合的準群（associative quasigroup）は空でなければ必ず単位元を持ち群となる。

数学、特に抽象代数学における準群（じゅんぐん、英: quasigroup）とは、可除性を有するマグマである。群と異なり、結合律や単位元は必須でない。単位元を有する準群は、ループ（英: loop）と呼ばれる。ループについても、この記事で扱う。

## 定義
準群には構造として同値な少なくとも2通りの形式的定義が存在する。一つ目はラテン方格性を満たす1個の二項演算を備えた集合として準群を定義し、二つ目は3個の原始的演算の間の等式関係を与えることで普遍代数学的に準群を定義する。ただし、前者の定義では（準群と限らないマグマへの）準同型像が必ずしも準群にならない。

### ラテン方格性による定義
準群 (Q, ∗) は、集合 Q と閉じた二項演算 ∗ からなるマグマで、ラテン方格性（Latin square property）に従うものである。この性質は、任意の a, b ∈ Q について、以下を満たす x, y ∈ Q がそれぞれ一意的に存在することである。
a ∗ x = b
y ∗ a = b
言い換えれば、積表において各元が全ての行と列にそれぞれただ一回のみ出現することである。この性質は有限準群の積表がラテン方格であることを保証する。x と y が一意的であるという要件は、このマグマが簡約可能であるという要件に置き換えられる
これらの等式の一意解は x = a \ b および y = b / a で表され、演算子 \ と / はそれぞれ左除法、右除法と呼ばれる。積表についていえば、前者の等式（左除法）は b が a 行 x 列成分として出現することを、後者の等式（右除法）は b が y 行 a 列成分として出現することを、それぞれ意味する。
空集合と空関数からなるマグマは準群の定義を満たすが、これを準群として認めるか否かは著者によって異なる。

### 普遍代数学的定義
何らかの代数的構造が与えられたとき、恒等式は暗黙裡に全ての変数が全称量化され、全ての演算がその構造の適当な原始的演算である等式である。恒等式だけからなる公理系を満たす代数的構造のクラスはバラエティと呼ばれる。普遍代数学の多くの標準的な結果はバラエティについてのみ成り立つ。準群は左除法と右除法を原始的とするとバラエティをなす。
左準群 (Q, ∗, \) は (2, 2) 型の代数で以下の恒等式を満たすものである。
x \ (x ∗ y) = y
x ∗ (x \ y) = y
右準群 (Q, ∗, /) は (2, 2) 型の代数で以下の恒等式を満たすものである。
(y ∗ x) / x = y
(y / x) ∗ x = y
準群 (Q, ∗, \, /) は (2, 2, 2) 型の代数で上記4本の左準群および右準群の恒等式全てを満たすものである。
言い換えれば、同じ側で同じ元による乗法と除法を続けても、その順序によらず値は変わらない。
以上により、(Q, ∗) が先の節の定義における準群であるとき、(Q, ∗, \, /) は普遍代数学の意味での同じ準群である。逆も同様で、(Q, ∗, \, /) が普遍代数学の意味での準群であるとき、(Q, ∗) は最初の定義における準群である。

## ループ
ループ（英: loop）は単位元を備えた準群である。すなわち、ある元（零項演算）e が存在して以下が成り立つものである。
全ての x ∈ Q について x ∗ e = e ∗ x = x である。
単位元 e の存在は一意であり、Q のいずれの元も一意な左および右逆元（必ずしも一致しない）を持つ。 
冪等元を備えた準群はpique（pointed idempotent quasigroup）とよばれる。これはループよりも弱い概念であるが、それでもなおありふれた概念であり、例えば、アーベル群 (A, +) が与えられたとき、その減法を準群の乗法とすることで、群の単位元 0 を冪等元とする pique (A, −) を得る。つまり、主アイソトピー (x, y, z) ↦ (x, −y, z) が存在する。
ループは結合的であれば群である。群は非結合的な pique との間にアイソトピーを持ちうるが、非結合的なループとの間にアイソトピーを持つことはない。
特別に名の付いている弱い結合律がある。
例えば、ボル・ループ（Bol loop）は以下のいずれかの恒等式を満たすループである。
x ∗ (y ∗ (x ∗ z)) = (x ∗ (y ∗ x)) ∗ z（左ボル・ループ）
((z ∗ x) ∗ y) ∗ x = z ∗ ((x ∗ y) ∗ x)（右ボル・ループ）
左かつ右ボル・ループであるときにはムーファン・ループ（moufang loop）と呼ばれる。これは、以下のムーファン恒等式の任意の一つと同値である。
x ∗ (y ∗ (x ∗ z)) = ((x ∗ y) ∗ x) ∗ z
z ∗ (x ∗ (y ∗ x)) = ((z ∗ x) ∗ y) ∗ x
(x ∗ y) ∗ (z ∗ x) = x ∗ ((y ∗ z) ∗ x)
(x ∗ y) ∗ (z ∗ x) = (x ∗ (y ∗ z)) ∗ x

## 対称性
Smith (2007) は以下の重要な性質とサブクラスに名を与えた。

### 半対称性
準群が半対称（semi-symmetric）と呼ばれるのは以下の互いに同値な恒等式のいずれかが成立するときである。
x / y = y ∗ x
y \ x = x ∗ y
x = (y ∗ x) ∗ y
x = y ∗ (x ∗ y)
このクラスは特別であるように見えるかもしれないが、どの準群 Q も以下の演算によって直積 Q3 上に半対称準群 QΔ を誘導する。
(x1, x2, x3) ⋅ (y1, y2, y3) = (y3 / x2, y1 \ x3, x1 ∗ y2) = (x2 // y3, x3 \\ y1, x1 ∗ y2)
ここで、// と \\ は y // x = x / y と y \\ x = x \ y で与えられる共役除法である。

### 全対称性
三つの演算が一致する、つまり x ∗ y = x / y = x \ y であるような、より狭いクラスが全対称準群（totally symmetric quasigroup、略してTS-準群とも）である。全対称準群には可換な、つまり x ∗ y = y ∗ x であるような半対称準群とする別の定義もある。
冪等な全対称準群はシュタイナー三重系と等価であることから、シュタイナー準群（Steiner quasigroup、squag）とも呼ばれる。ループにおいてこれに対応するのが sloop であり、冪等性 x ∗ x = x に代えて x ∗ x = 1 を満たすものである。また、冪等性を要求しない一般の全対称準群は、一般化楕円三次曲線（Generalized Elliptic Cubic Curve、GECC）とも呼ばれる、拡張シュタイナー三重系の幾何学的概念に相当する。

### 全反対称性
全ての c, x, y ∈ Q について以下の含意が成立するとき、準群 (Q, ∗) は弱全反対称（weakly totally anti-symmetric） であるという。
(c ∗ x) ∗ y = (c ∗ y) ∗ x ⇒ x = y
準群 (Q, ∗) が全反対称（totally anti-symmetric）とよばれるのは、これに加えて、全ての x, y ∈ Q について以下の含意が成立するときである。
x ∗ y = y ∗ x ⇒ x = y
この性質は、例えばDammアルゴリズムにおいて要求される。

## 例
- 全ての群はループである。実際、a ∗ x = b ⇔ x = a−1 ∗ b および y ∗ a = b ⇔ y = b ∗ a−1である。
- 整数の全体 Z（あるいは 有理数全体 Q や実数全体 R）とその減法（−）は準群をなす。この準群は単位元を持たないためループではない（a − 0 = a なので 0 が右単位元であるが、一般に 0 − a ≠ a であるためこれは左単位元にはならない）。
- 非零有理数 Q×（あるいは非零実数 R×）とその除法（÷）は準群をなす。
- 2でない標数の体上の任意のベクトル空間は、演算 x ∗ y = 1/2 (x + y) のもとで冪等かつ可換な準群をなす。
- 全てのシュタイナー三重系は冪等かつ可換な準群を定める：a ∗ a = a とし、a ≠ b について a ∗ b を a と b をともに含む唯一の三つ組の残り一つの元とする。この準群は任意の x と y について (x ∗ y) ∗ y = x も満たしており、シュタイナー準群として知られる[6]。
- 四元数の単元集合 {±1, ±i, ±j, ±k} について ii = jj = kk = 1 とし、残りの積を四元数の通常の乗法で与えると、位数8の非結合的なループをなす。双曲四元数（英語版）はこの乗法のもとで {1, i, j, k} を基底とする R 上の非結合的多元環である。なお、双曲四元数それ自身はループにも準群にもならない。
- 非零八元数はその乗法のもとで非結合的なループをなす。これはムーファン・ループの一つとして知られる。
- 結合的な準群は空であるか群である。もし一つ以上の元が存在すれば、準群の二項演算の簡約性と結合性により単位元の存在が含意され[注釈 6]、そして逆元の存在が含意される[注釈 7]。これにより、演算の結合性と単位元および逆元の存在という群の要件を全て満たすことになる。
- 以下の構成はHans Zassenhaus（英語版）による。位数3のガロア体 F = Z/3Z 上の4次元ベクトル空間 F4 に以下の演算 ∗ を導入すると、(F4, ∗) は群でない可換なムーファン・ループとなる[7]。

(x1, x2, x3, x4) ∗ (y1, y2, y3, y4) = (x1, x2, x3, x4) + (y1, y2, y3, y4) + (0, 0, 0, (x3 − y3)(x1y2 − x2y1))
- より一般に、任意の多元体の非零元の全体は、その乗法を演算として準群をなす。

## 性質
この記事の残りでは準群の乗法を単に並置で表して演算子を省略する。
準群は簡約性を持つ。すなわち、ab = ac であれば b = a\(ab) = a\(ac) = c であり、ba = ca であれば b = (ba)/a = (ca)/a = c である。
準群のラテン方格性は、xy = z の3変数のうちどの2個が与えられても3個目の変数が一意に定まることを含意する。

### 乗算作用素
準群の定義はマグマ Q の左右の乗算作用素 Lx, Rx: Q → Q についての条件として扱うことができる。ここで、Lx(y) = xy および Rx(y) = yx とする。準群の定義はこのどちらの写像も Q からそれ自身への全単射であることであることを意味する。マグマ Q が準群であるのは、全ての x ∈ Q についてこれらの作用が全単射であるときである。またこのとき、それぞれの逆写像が左右の除法である。つまり L−1
x(y) = x\y および R−1
x(y) = y/x である。この記法の下で、#普遍代数学的定義における乗法と除法の間の恒等式は、Q 上の恒等写像を id として以下のように表せる。
L−1
xLx = id（x\(xy) = y に対応）
LxL−1
x = id（x(x\y) = y に対応）
R−1
xRx = id（(yx)/x = y に対応）
RxR−1
x = id（(y/x)x = y に対応）

### ラテン方格
| 0 | 4 | 8 | 2 | 3 | 9 | 6 | 7 | 1 | 5 |
| 3 | 6 | 2 | 8 | 7 | 1 | 9 | 5 | 0 | 4 |
| 8 | 9 | 3 | 1 | 0 | 6 | 4 | 2 | 5 | 7 |
| 1 | 7 | 6 | 5 | 4 | 8 | 0 | 3 | 2 | 9 |
| 2 | 1 | 9 | 0 | 6 | 7 | 5 | 8 | 4 | 3 |
| 5 | 2 | 7 | 4 | 9 | 3 | 1 | 0 | 8 | 6 |
| 4 | 3 | 0 | 6 | 1 | 5 | 2 | 9 | 7 | 8 |
| 9 | 8 | 5 | 7 | 2 | 0 | 3 | 4 | 6 | 1 |
| 7 | 0 | 1 | 9 | 5 | 4 | 8 | 6 | 3 | 2 |
| 6 | 5 | 4 | 3 | 8 | 2 | 7 | 1 | 9 | 0 |

有限準群の積表はラテン方格となる。すなわち、n 個の相異なる記号で埋めた n × n の表で、各行および各列に各記号が正確に一回ずつ現れる。
反対に、いずれのラテン方格も複数のラテン方格の積表として捉えることができる。複数というのは、列見出しの行、行見出しの列を追加するときに記号の任意の並べ方を用いることができるからである。小さいラテン方格と準群も参照。

#### 無限準群
可算無限準群 Q については、各行および各列が Q の元にそれぞれ対応し、a の行と b の列の交わるところに ab があるような、無限の表を想定することができる。この場合でも、ラテン方格性はこの無限の表の各行および各列が全ての q ∈ Q を一回ずつ含むことである。
非零実数のなす乗法群のような非可算無限準群については、ラテン方格性は成り立つものの、これは名称としてはやや不十分である。というのは、これらの実数全てを列 (数学)として表せない（整列可能定理を仮定すれば整列順序を与えることまでは可能だが）ので、上記の無限の表の考え方を拡張して組み合わせた表を構成できないからである。

### Inverse properties
ループの全ての元 x に対して左逆元 xλ = e/x および右逆元 xρ = e\x がそれぞれ一意的に存在して、xλx = xxρ = e が成り立つ。全ての x について xλ = xρ であるとき、その（両側）逆元は x−1 で表される。
ループにおいては逆元についてのいくつかの概念が用いられる。
- Left inverse property（LI）は、全ての x および y について xλ(xy) = y を満たすことである。L−1
x = Lxλ あるいは x\y = xλy とも表せる。
- Right inverse property（RI）は、全ての x および y について (yx)xρ = y を満たすことである。R−1
x = Rxρ あるいは y\x = yxρ とも表せる。
- Antiautomorphic inverse property（AI）は、全ての x および y について (xy)λ = yλxλ または (xy)ρ = yρxρ を満たすことである。
- Weak inverse property（WI）は、(xy)z = e と x(yz) = e が同値になることである。

LI、RI、AIの三つはいずれも両側逆元の存在を含意する。また、LIかつRIを満たすことを inverse property（IP）と呼び、これはAIおよびWIを含意する。実際のところ、LI、RI、AI、WIのうちいずれか二つを満たせばIPであり、残りの二つも成り立つ。

## 射
二つの準群（またはループ）Q, P の間の準同型（homomorphism）とは、写像 f: Q → P で f(xy) = f(x)f(y) が成り立つものである。準群準同型は左右の除法および（存在すれば）単位元を保つ。

### ホモトピーとアイソトピー
準群 Q から準群 P へのホモトピー（homotopy）とは、Q から P への写像の三つ組 (α, β, γ) で、全ての x, y ∈ Q について α(x)β(y) = γ(xy) であるものをいう。準同型は三つの写像が等しいホモトピーに他ならない。
アイソトピー（isotopy、イソトピー）は三つの写像 α, β, γ がいずれも全単射のホモトピーである。二つの準群の間にアイソトピーがあるときそれらはアイソトピック（isotopic イソトピック）であるという。ラテン方格で言い換えれば、アイソトピー (α, β, γ) は行の置換 α、列の置換 β、台集合の元の置換 γ の組である。
オートトピー（autotopy）はある準群からそれ自身へのアイソトピーである。準群の全てのオートトピーの集合は群をなし、自己同型群を部分群として持つ。
全ての準群にはアイソトピックなループが存在する。また、群とアイソトピックなループはその群と同型でありそれ自身が群である。ただし、準群は群とアイソトピックであっても群とは限らない。例えば、R に (x + y) / 2 で乗法を与えた準群は加法群 (R, +) とアイソトピックだが、結合的ではなく単位元も持たないため群ではない。ブルック–マードック–豊田の定理により、全ての中可換準群にはアイソトピックなアーベル群が存在する。

### 共役
左除法や右除法はそれを乗法として準群をなす。つまり、元々の乗法の定義の等式 x ∗ y = z に対して変数を入れ替えて新たな乗法を x \ z = y や z / y = x として準群が得られることを意味する。さらにこれら三つの演算の反転（opposite）により y o x = z (= x ∗ y)、z \\ x = y (= x \ z)、y// z = x (= z / y) の演算が得られる。これら六つの演算をまとめて ∗ の共役（conjugates、parastrophes）と呼ぶ。また、これらの演算の任意の二つ（同一の場合を含む）は互いに共役である（conjugate (parastrophic) to each other）という。
集合 Q 上に二つの準群演算 ∗ および · があり、一方が他方の共役とアイソトピックであるとき、それらの演算は互いにアイソストロフィック（isostrophic）であるという。この関係にはパラトピー（paratopy）など多くの別名がある。

## 一般化

### 多項準群
n-項準群（n-ary quasigroup）は集合 Q とその上の n-項演算 f: Qn → Q  の組 (Q, f)で、等式 f(x1,...,xn) = y の変数のうちどの n 個の値が任意に与えられても残りの一つの値が一意に定まるものである。多項（polyadic、multiary）というときには、ある非負整数 n が存在して n-項であることを意味する。
零項（0-ary、nullary）準群の演算は Q 上の定値写像であり、単項（1-ary、unary）準群の演算は Q 上の置換である。二項（2-ary、binary）準群は通常の準群である。
多項準群の一例は群演算の繰り返し y = x1 · x2 · ··· · xn である。また、演算の順序を指定すれば、必ずしも同一でない群演算や準群演算の列（例えば整数の加法・減法・乗法が混在する列）を用いても多項準群を構成できる。
このような方法で表すことができない多項準群も存在する。1 ≤ i < j ≤ n かつ (i, j) ≠ (1, n) のいかなる i および j においても演算 f が
f(x1,...,xn) = g(x1,...,xi−1, h(xi,...,xj)  ,xj+1,...,xn)
と二つの演算の合成に分解することができないならば、n-項準群は既約（irreducible）であるという。有限既約 n-項準群は全ての n > 2 において存在する (Akivis & Goldberg 2001)。
結合律を満たす n-項準群は、n-項群と呼ばれる。

## 小さい準群およびループの数
小さい準群（オンライン整数列大辞典の数列 A057991）およびループ（オンライン整数列大辞典の数列 A057771）の個数（ただし同型なもの同士は一つと数える）は、下表の通り。
| 位数 | 準群の数                                               | ループの数                            |
| ---- | ------------------------------------------------------ | ------------------------------------- |
| 0    | 1                                                      | 0                                     |
| 1    | 1                                                      | 1                                     |
| 2    | 1                                                      | 1                                     |
| 3    | 5                                                      | 1                                     |
| 4    | 35                                                     | 2                                     |
| 5    | 1,411                                                  | 6                                     |
| 6    | 1,130,531                                              | 109                                   |
| 7    | 12,198,455,835                                         | 23,746                                |
| 8    | 2,697,818,331,680,661                                  | 106,228,849                           |
| 9    | 15,224,734,061,438,247,321,497                         | 9,365,022,303,540                     |
| 10   | 2,750,892,211,809,150,446,995,735,533,513              | 20,890,436,195,945,769,617            |
| 11   | 19,464,657,391,668,924,966,791,023,043,937,578,299,025 | 1,478,157,455,158,044,452,849,321,016 |